# 小黑姬鼠
小黑姬鼠（学名：Apodemus nigrus），一种分布于中国贵州梵净山、重庆金佛山和四川省宜宾老君山等地的小型哺乳动物，隶属于鼠科姬鼠属。